# Església vella de Castellfollit de la Roca
L'Església vella de Castellfollit de la Roca és un edifici del municipi de Castellfollit de la Roca (Garrotxa) inclosa en l'Inventari del Patrimoni Arquitectònic de Catalunya.

## Descripció
Es tracta d'una antiga església parroquial situada al caire del cingle basàltic. El seu origen és romànic però ha sofert nombroses modificacions a causa, primer, dels terratrèmols del segle xv i, després, de les guerres. De la fàbrica primitiva conserva una finestra romànica tardana en la paret de migdia i un gran nombre de carreus reutilitzats.
Llinda de grans dimensions (60 x 263 cm), està situada a la porta d'accés. Hi ha el següent text inscrit: "SI DEUS. PRONOBIS. QVIS. CONTRANOS / 1698"
També hi ha una creu en relleu per sobre de la llinda.

## Història

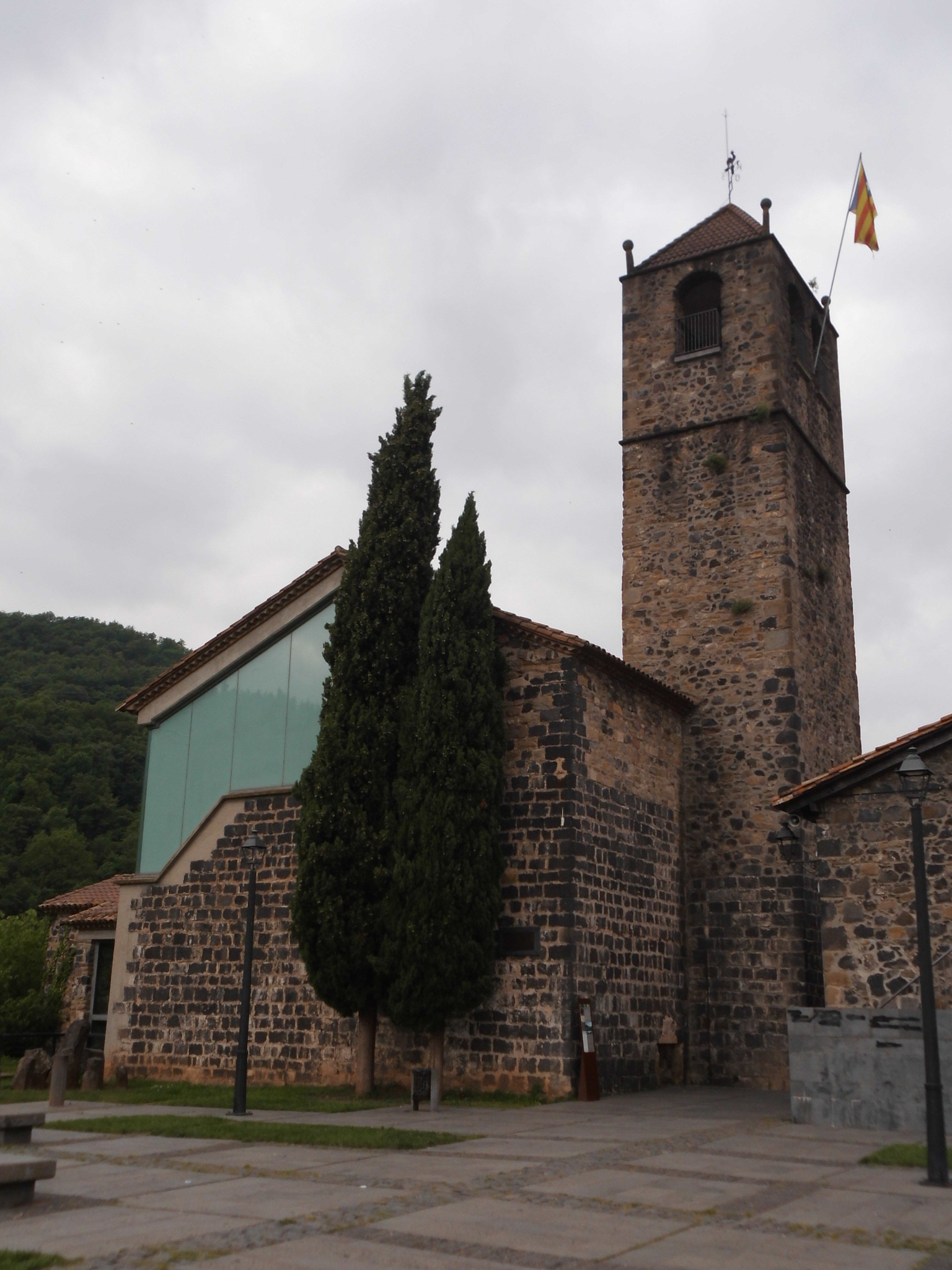
Part posterior de l'església

La primera vegada que es troba citada documentalment és a mitjan segle xiv amb les paraules ecclesia de Castrofollito suffraganea (llatí). Per tant, no era l'únic edifici religiós de la vila: capella castri sancti Salvatoris de Castrofollito in parrochia sancti Petri de Monteacuto. A Castellfollit hi havia dues esglésies, una parroquial i l'altra, del castell de Sant Salvador.
De tota manera, malgrat no existeixi documentació més reculada, l'església «vella» fou bastida a final del segle xi o principi del segle xii. En el decurs del temps va alternant advocació entre Sant Salvador i la Trinitat. L'any 1691 l'església disposava dels següents altars: Altar Major, altar de Nostra Senyora de la Pietat, el de Sant Joan Baptista, el de Sant Joan Evangelista, el de Sant Eloi, el de Nostra Senyora del Roser i el del Santíssim. L'any 1700 el bisbe Miquel Joan de Taberner troba l'església molt destruïda pels soldats del rei de França. L'església de Sant Salvador es va mantenir en culte fins a l'any 1936, data en què fou cremada, i el sostre es va esfondrar. Ha estat restaurada i es vol utilitzar com a museu.